# برداشت آب باران

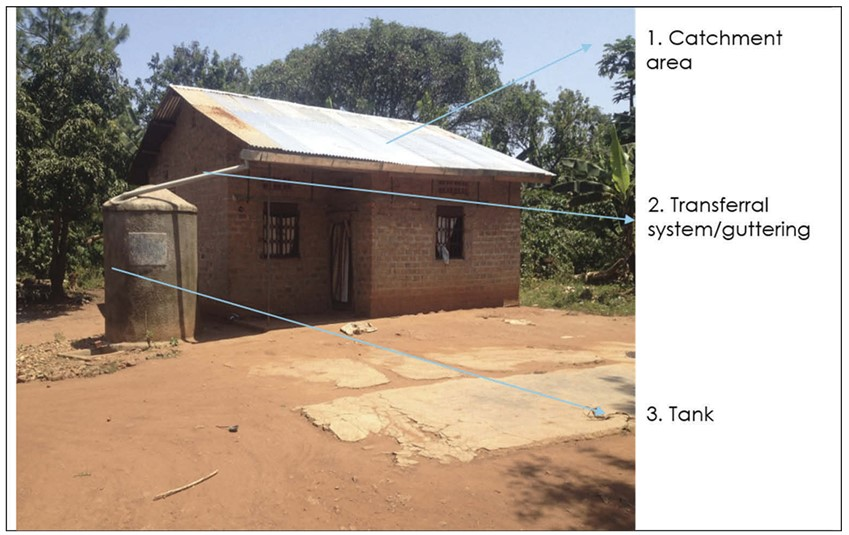
پیکربندی اولیه سیستم برداشت آب باران خانگی در اوگاندا.

برداشت آب باران (به انگلیسی: Rainwater harvesting (RWH)) به جمع‌آوری و ذخیره‌سازی آب باران گفته می‌شود، به جای اینکه اجازه داده شود به‌عنوان رواناب هدر رود. آب باران معمولاً از سطوحی مانند سقف‌ها جمع‌آوری شده و به مخزن تانک، آب‌انبار (سیسترن)، چاه، سفره آب زیرزمینی یا مخازن پرانشت (با قابلیت نفوذ) هدایت می‌شود تا به منابع آب زیرزمینی بازگردد. برداشت آب باران از برداشت آب سیلاب متمایز است، زیرا معمولاً آب جمع‌آوری‌شده برای ذخیره و استفاده مجدد در آینده در نظر گرفته می‌شود.
کاربردهای آن شامل آبیاری باغ‌ها، تأمین آب دام، آبیاری کشاورزی، استفاده خانگی با تصفیه مناسب و گرمایش خانگی است. آب برداشت‌شده همچنین می‌تواند برای ذخیره‌سازی طولانی‌مدت یا تغذیه منابع آب زیرزمینی مورد استفاده قرار گیرد.
برداشت آب باران یکی از ساده‌ترین و قدیمی‌ترین روش‌های تأمین خودکفای آب برای خانوارها است که هزاران سال در جنوب آسیا و سایر کشورهای جهان مورد استفاده قرار گرفته است. سیستم‌های برداشت آب باران می‌توانند برای مقیاس‌های مختلف طراحی شوند، از جمله خانوارها، محله‌ها و جوامع، و همچنین می‌توانند برای تأمین آب مؤسسات عمومی مانند مدارس، بیمارستان‌ها و سایر تأسیسات عمومی به کار روند.
برداشت آب باران یکی از مؤثرترین روش‌ها برای مدیریت پایدار منابع آب است. این روش نه‌تنها به تأمین آب در شرایط کم‌آبی کمک می‌کند، بلکه از محیط زیست محافظت کرده و هزینه‌های اقتصادی را کاهش می‌دهد. با توسعه فناوری‌های نوین، استفاده از این روش در آینده گسترش خواهد یافت.

## روش‌های برداشت آب باران

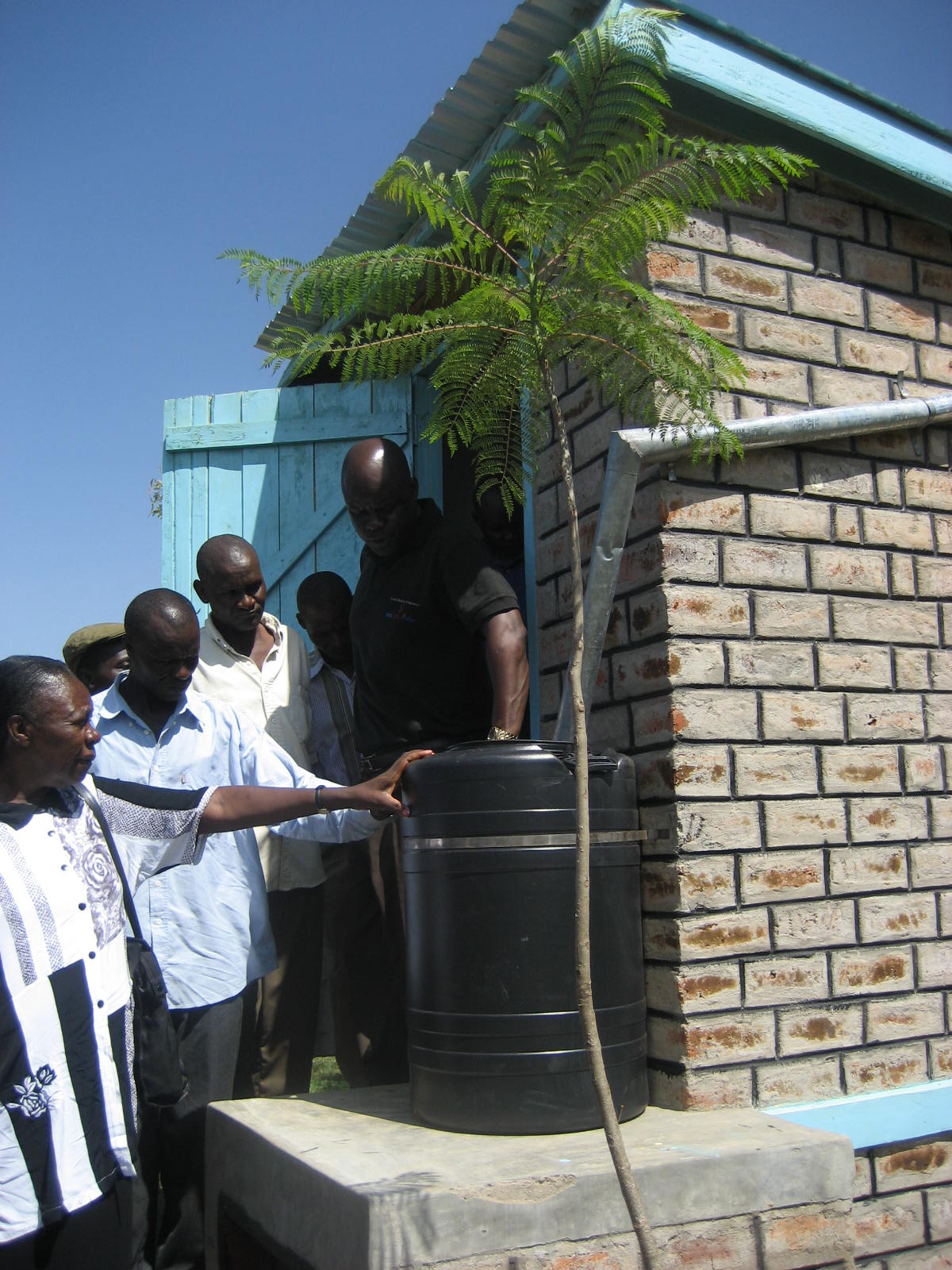
سیستم جمع‌آوری آب باران و شستشوی دست برای یک توالت در کنیا.

روش‌های برداشت آب باران بسته به محل و میزان بارش متفاوت است. برخی از روش‌های رایج عبارت‌اند از:

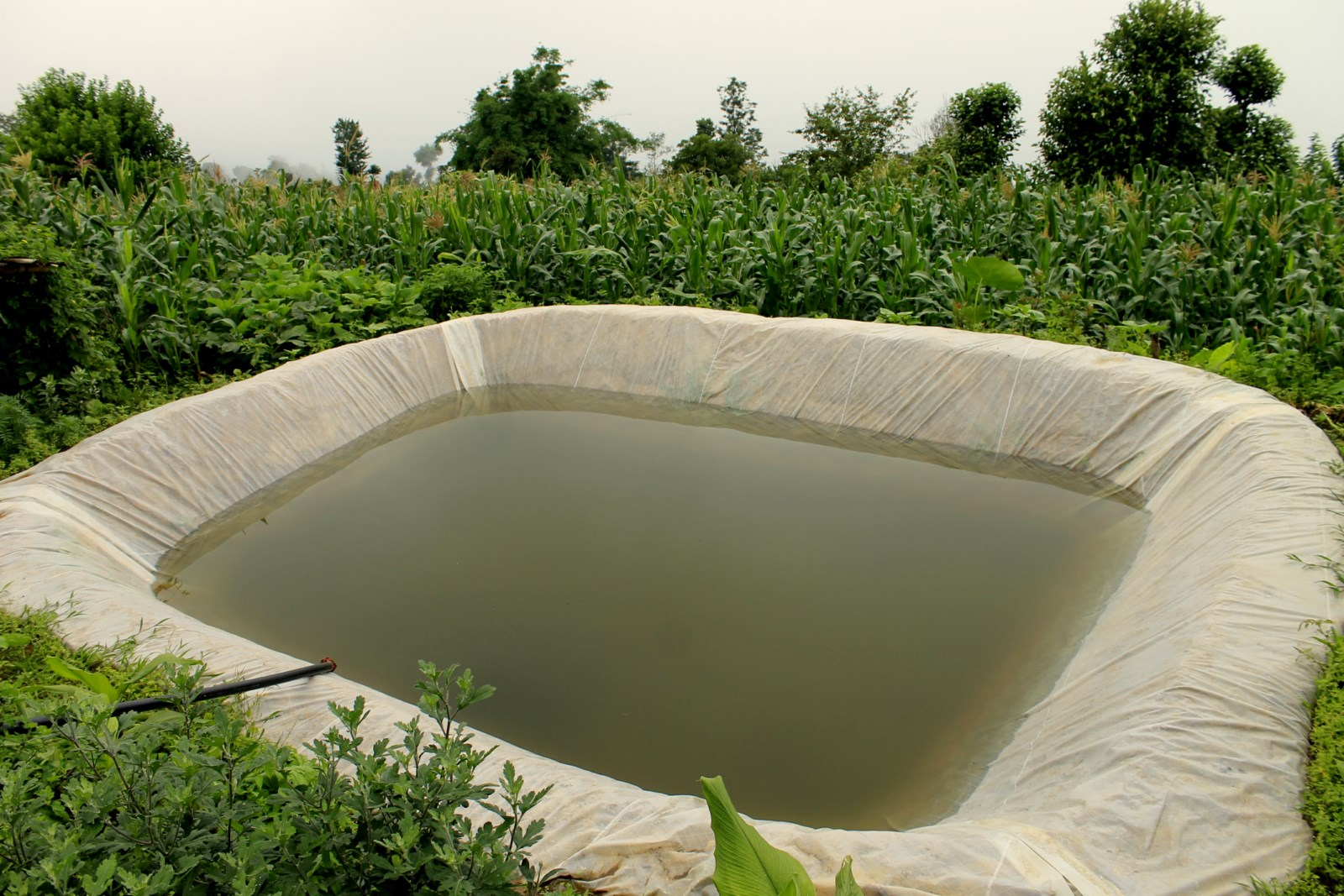
حوض پلاستیکی برای برداشت آب باران، نپال، ۲۰۱۳

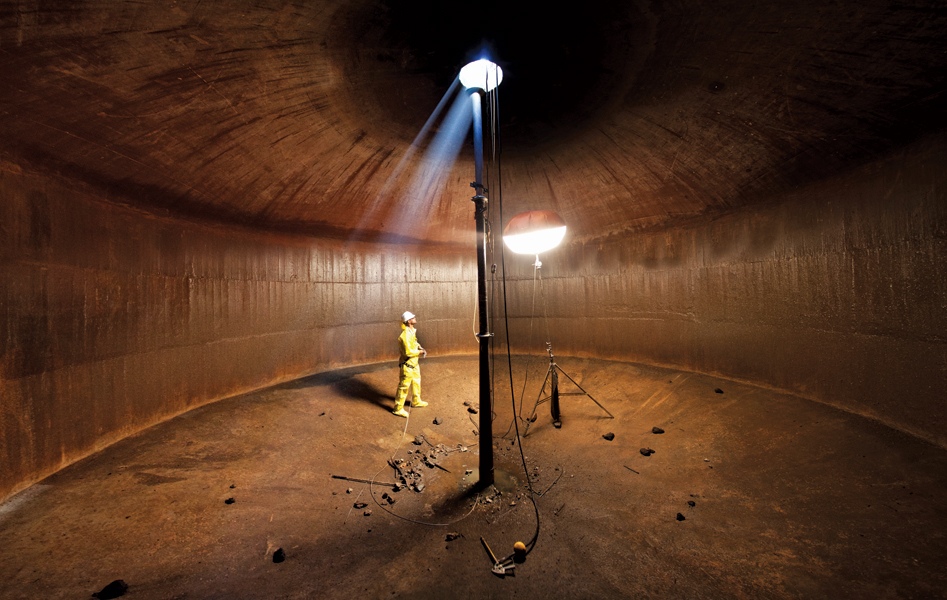
سیسترن (آب‌انبار) در کالیفرنیا آمریکا.

سیستم برداشت آب باران از پشت‌بام - آب از طریق ناودان‌ها به مخازن ذخیره منتقل می‌شود.
مخازن و چاه‌های ذخیره‌سازی - برای نگهداری آب به‌منظور استفاده در دوران خشکسالی.
حوضچه‌های نفوذی - آب باران به زمین نفوذ داده می‌شود تا سطح آب‌های زیرزمینی افزایش یابد.
روش‌های مدرن - شامل تصفیه و بازیافت آب باران برای استفاده مجدد در مصارف خانگی و صنعتی.

## برداشت آب باران در کشاورزی
برداشت آب باران برای کشاورزی پایدار بسیار مهم است، به‌ویژه در مناطقی که میزان بارش کم است. در شهرها، ترکیب پشت‌بام‌های سبز با سیستم‌های برداشت آب باران باعث کاهش دمای ساختمان‌ها می‌شود و از بروز سیل شهری جلوگیری می‌کند.
همچنین، در برخی مناطق کشاورزی در مناطق خشک، ایجاد شیارها و سدهای کوچک خاکی برای نگه داشتن آب باران، باعث رشد بهتر محصولات در فصول کم‌بارش می‌شود.

## برداشت آب باران در صنعت
در بسیاری از صنایع، استفاده از آب باران به‌عنوان منبع مکمل برای فعالیت‌های تولیدی رایج است. برای مثال، در فرودگاه فرانکفورت، یکی از بزرگ‌ترین سیستم‌های برداشت آب باران در آلمان نصب شده است که سالانه حدود یک میلیون متر مکعب آب ذخیره می‌کند. این آب برای شست‌وشو، آبیاری فضای سبز و سیستم‌های تهویه مطبوع استفاده می‌شود. همچنین، در المپیک لندن ۲۰۱۲، برداشت آب باران به کاهش ۷۳ درصدی مصرف آب شرب کمک کرد.

## فناوری‌های برداشت آب باران
سیستم‌های برداشت آب باران می‌توانند از مدل‌های ساده و کم‌هزینه تا سیستم‌های پیشرفته و خودکار متغیر باشند. اجزای اصلی این سیستم‌ها شامل:
پیش‌فیلترها - برای حذف آلودگی‌های اولیه مانند برگ و گردوغبار.
ناودان‌ها و مخازن ذخیره - برای جمع‌آوری و ذخیره آب.
پمپ‌ها و سیستم‌های تصفیه - برای انتقال و تصفیه آب جهت استفاده‌های خاص.
برخی روش‌های نوین شامل ترکیب پنل‌های خورشیدی با سیستم‌های برداشت آب باران هستند که می‌توانند آب قابل شرب تولید کنند.

## مزایای برداشت آب باران
برداشت آب باران دارای مزایای بسیاری است، از جمله:
کاهش وابستگی به منابع آب زیرزمینی - کاهش برداشت از چاه‌ها و حفاظت از آب‌های زیرزمینی.
تأمین آب در دوران خشکسالی - منبعی پایدار در مناطق کم‌آب.
کاهش هزینه‌های مصرف آب - به‌ویژه در ساختمان‌های تجاری و صنعتی.
کاهش رواناب و سیلاب‌های شهری - کمک به کاهش خطرات سیل.
حفاظت از محیط زیست - کاهش مصرف آب تصفیه‌شده و صرفه‌جویی در انرژی.

## چالش‌ها و محدودیت‌ها
با وجود مزایای زیاد، برداشت آب باران با چالش‌هایی نیز مواجه است، از جمله:
کیفیت آب - آب باران ممکن است دارای آلودگی‌هایی مانند گردوغبار، فلزات سنگین یا میکروب‌ها باشد که نیاز به تصفیه دارد.
هزینه‌های اولیه - نصب سیستم‌های پیشرفته ممکن است گران باشد.
نگهداری و مدیریت - برای کارایی بهتر، سیستم‌ها باید به‌طور منظم نگهداری شوند.

## برداشت آب باران در کشورهای مختلف
در بسیاری از کشورها، برداشت آب باران بخش مهمی از سیاست‌های مدیریت منابع آب است:
هند - دولت برداشت آب باران را در مناطق روستایی و شهری ترویج می‌کند.
استرالیا - بسیاری از خانه‌ها از مخازن ذخیره آب باران برای مصارف خانگی استفاده می‌کنند.
برمودا - بر اساس قانون، همه ساختمان‌های جدید باید سیستم برداشت آب باران داشته باشند.
نیوزیلند - برداشت آب باران به‌ویژه در ساختمان‌های عمومی و صنعتی گسترش یافته است.

## تاریخچه برداشت آب باران
استفاده از سیستم‌های برداشت آب باران به دوران نوسنگی بازمی‌گردد. در تمدن‌های باستانی مانند بین‌النهرین، روم باستان، هند و چین، مردم از حوضچه‌ها و چاه‌های سنگی برای ذخیره آب باران استفاده می‌کردند. در ونیز، تا قرن‌ها مردم برای تأمین آب آشامیدنی از آب باران استفاده می‌کردند، زیرا آب شور دریا مناسب مصرف نبود.